# Coupe du Portugal de football 1989-1990
Navigation
1988-1989 1990-1991

La Coupe du Portugal de football 1989-1990 est la 50e édition de la Coupe du Portugal de football, considéré comme le deuxième trophée national le plus important derrière le championnat. 
La finale est jouée le 27 mai 1990, à l'Estádio Nacional do Jamor, entre l' Estrela da Amadora et le Sporting Clube Farense. Les deux équipes n'arrivent pas à se départager, après prolongation le score est de 1 à 1, un nouveau match est nécessaire. Le 3 juin 1990, les deux équipes se rencontrent de nouveau au même endroit, cette fois-ci l'Estrela da Amadora remporte son premier trophée en battant le SC Farense  2 à 0, et se qualifie pour la Coupe d'Europe des vainqueurs de coupe de football 1990-1991.

## Finale
| 27 mai 1990 | Estrela da Amadora | 1 - 1 a. p. | Sporting Clube Farense | Estádio Nacional do Jamor    |                              |
|             |                    | (0 - 0)     |                        | Arbitrage : Joaquim Baltazar | Arbitrage : Joaquim Baltazar |
|             | Feuille de match   |             |                        | Arbitrage : Joaquim Baltazar | Arbitrage : Joaquim Baltazar |

| 3 juin 1990 | Estrela da Amadora | 2 - 0   | Sporting Clube Farense | Estádio Nacional do Jamor     |                               |
|             |                    | (1 - 0) |                        | Arbitrage : Fortunato Azevedo | Arbitrage : Fortunato Azevedo |
|             | Feuille de match   |         |                        | Arbitrage : Fortunato Azevedo | Arbitrage : Fortunato Azevedo |